# Associazione Calcio Montecatini 1982-1983
Questa voce raccoglie le informazioni riguardanti l'Associazione Calcio Montecatini nelle competizioni ufficiali della stagione 1982-1983.

## Rosa
| N. |                   | Ruolo | Calciatore             |
| -- | ----------------- | ----- | ---------------------- |
|    | Italia (bandiera) |       | Bellomo                |
|    | Italia (bandiera) | P     | Andrea Bertolucci      |
|    | Italia (bandiera) | A     | Giuseppe Biagi         |
|    | Italia (bandiera) | D     | Francesco Bomben       |
|    | Italia (bandiera) | P     | Gabriello Carpita      |
|    | Italia (bandiera) | A     | Marco Ciulli           |
|    | Italia (bandiera) | A     | Francesco D'Urso       |
|    | Italia (bandiera) | C     | Umberto Fantozzi       |
|    | Italia (bandiera) |       | Finizzola              |
|    | Italia (bandiera) | D     | Massimo Garfagnini     |
|    | Italia (bandiera) | D     | Gianfranco Guaglianone |
|    | Italia (bandiera) |       | Lorenzini              |
|    | Italia (bandiera) | C     | Lorenzo Mattolini      |

| N. |                   | Ruolo | Calciatore            |
| -- | ----------------- | ----- | --------------------- |
|    | Italia (bandiera) |       | Mazzotta              |
|    | Italia (bandiera) | C     | Stefano Meucci        |
|    | Italia (bandiera) | A     | Rinaldo Nanni         |
|    | Italia (bandiera) | C     | Giuliano Niccolai     |
|    | Italia (bandiera) | D     | Enzo Orsucci          |
|    | Italia (bandiera) | C     | Andrea Pinelli        |
|    | Italia (bandiera) | D     | Fabrizio Rapalini     |
|    | Italia (bandiera) | D     | Gianfranco Scardigli  |
|    | Italia (bandiera) | A     | Gabriele Sgroi        |
|    | Italia (bandiera) | C     | Giorgio Skoglund (II) |
|    | Italia (bandiera) | D     | Fabio Vallini         |
|    | Italia (bandiera) | D     | Pierpaolo Zoppi       |